# Czartoryski

Wapen van de Czartoryski's

Czartoryski is een adellijk geslacht dat oorspronkelijk uit Litouwen stamt en waarvan leden zich daarna in Polen vestigden.

## Geschiedenis
De bewezen stamreeks begint met Wassili Czartoryski die vermeld wordt in 1393 en in 1416 overleed. Het geslacht verwierf rond 1400 de plaats Czartorysk in Wolynië waaraan de familie haar naam ontleent. In 1442 werd hun vorstenrang te Buda bevestigd, in 1589 in Litouwen en in Polen. In 1785 werd hun vorstenrang bevestigd door het Oostenrijkse hof, in 1905 gevolgd door de verlening van het predicaat Doorluchtigheid. De leden van het geslacht voeren de titel van vorst, de vrouwelijke de titel van prinses, met het predicaat "Doorluchtigheid".

## Enkele telgen
Kazimierz Czartoryski (1674-1741), hertog van Klawań en Zuków, huwde gravin Izabella Elzbieta Morsztyn en Leliwa:
- August Alexander vorst Czartoryski (1697-1782), woiwode van Roethenië, starost van Podolië, Warschau, enz., trouwde met Maria Zofia Sieniawska.
  - Adam vorst Czartoryski, heer van Puławy, Sieniawa, enz. (1734-1823), veldmaarschalk; trouwde in 1761 met Isabella gravin von Flemming, vrouwe van Borkeloo (1746-1835), schrijfster en dichteres, erelid van de kunstacademie van Berlijn
    - Marianna prinses Czartoryski (1768-1854), schrijfster; trouwde in 1784 met Ludwig Friedrich hertog van Württemberg (1756-1817), veldmaarschalk
    - Adam Jerzy vorst Czartoryski (1770-1861), Russisch minister en Pools regeringsleider
      - Władysław vorst Czartoryski (1828-1894), kunstverzamelaar
        - Adam Louis vorst Czartoryski (1872-1937), ordinaat van Sieniawa
          - Margarete prinses Czartoryski (1902-1929); trouwde in 1927 met Gabriel van Bourbon-Sicilië (1897-1975), zoon van Alfons van Bourbon-Sicilië (1841-1934)
            - Antoine de Bourbon-Deux-Siciles (1929); trouwde in 1958 met Elisabeth hertogin van Württemberg (1933), dochter van Filips II Albrecht van Württemberg (1893-1975)

          - Elisabeth prinses Czartoryski (1905-1989); trouwde in 1929 met dr. jur. Stefan graaf Zamoyski (1904-1976)
            - Adam graaf Zamoyski (1949), historicus, schrijver, voorzitter van de beheerraad van Princes Czartoryski Foundation (2008-2011)

          - August vorst Czartoryski (1907-1946), ordinaat van Sieniawa; trouwde in 1937 met Maria de los Dolores van Bourbon-Sicilië (1909-1996)
            - Adam Karol vorst Czartoryski (1940), kunstverzamelaar en stichter van de Princes Czartoryski Foundation, chef van het huis Czartoryski

- Konstancja Czartoryska (1700-1759) huwde Stanisław Poniatowski (= de ouders van Stanisław August Poniatowski, de laatste Poolse koning)